# Pamięć długotrwała
Pamięć długotrwała (z ang. long-term memory, LTM) – stanowi trwały magazyn śladów pamięciowych, o teoretycznie nieograniczonej pojemności i czasie przechowywania. 
LTM określa się jako pamięć trwałą.
Pamięć długotrwałą dzieli się na różne podsystemy (klastry), ze względu na sposób kodowania, funkcje, materiał, który zapamiętuje itd. Jeden z popularnych sposobów podziału pamięci długotrwałej przedstawia się następująco:
- pamięć deklaratywna
  - pamięć semantyczna
  - pamięć epizodyczna (zawierająca pamięć autobiograficzną)
- pamięć niedeklaratywna
  - pamięć proceduralna
  - habituacja
  - warunkowanie
  - torowanie

Z pamięci długotrwałej korzysta rozumowanie intuicyjne, podczas gdy rozumowanie racjonalne wykorzystuje pamięć krótkoterminową.

## Odpowiednik w informatyce
W informatyce odpowiednikiem pamięci długotrwałej jest:
- dysk twardy – komputer
- karta SD – aparaty itp.
- karta microSD – telefony komórkowe, tablety itp.